# Academia Cearense de Letras

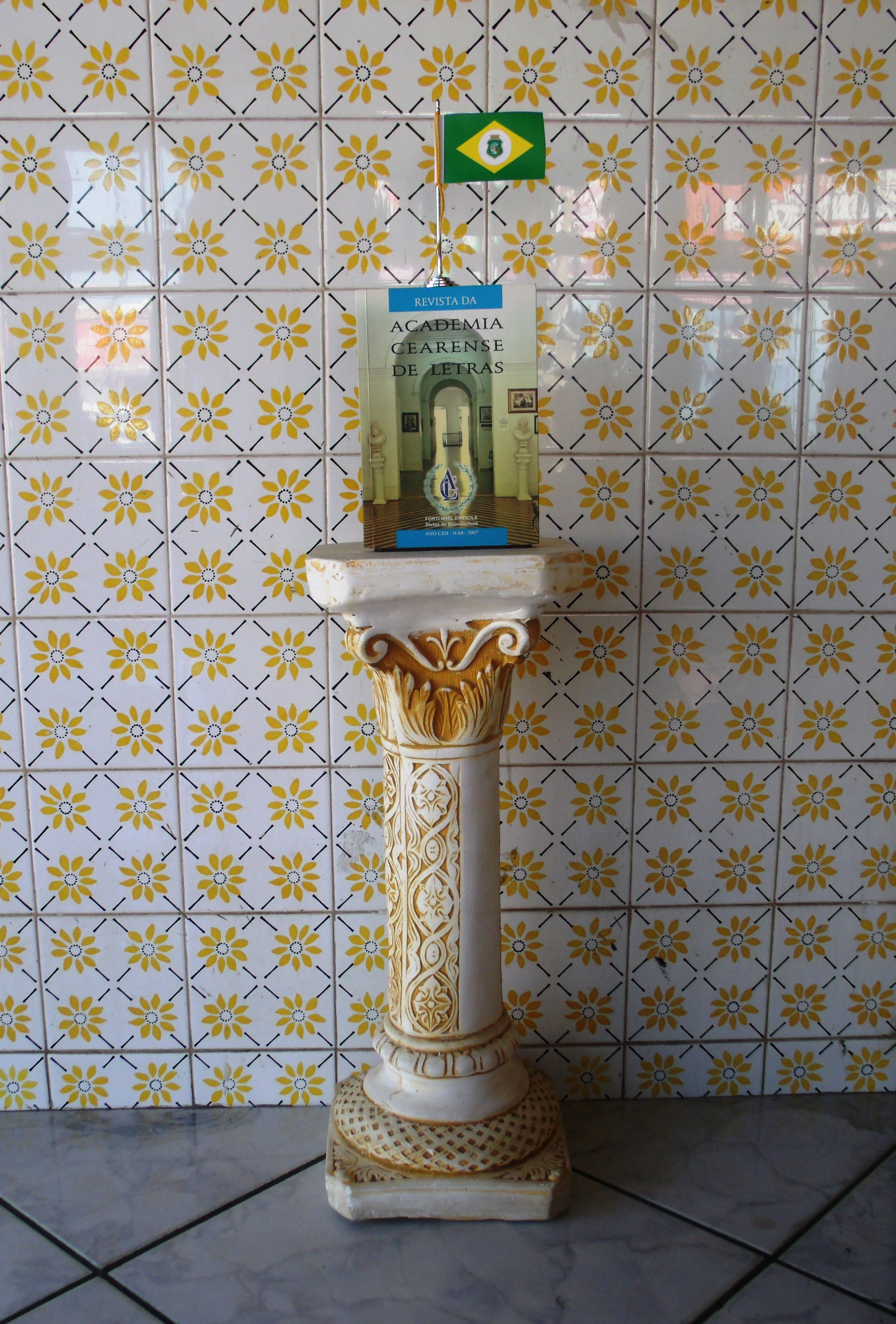
Edição de 2007 da Revista da ACL

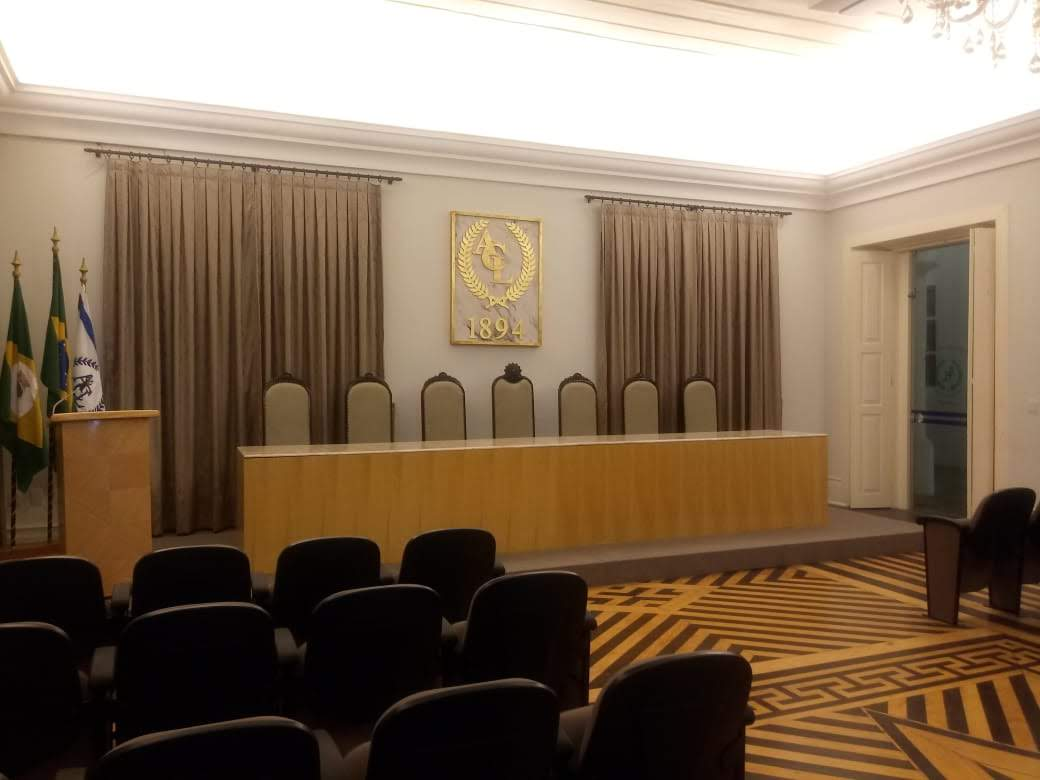
Academia Cearense de Letras - Plenário

A Academia Cearense de Letras (ACL) é a entidade literária máxima do estado do Ceará. A ACL é a mais antiga das Academias de Letras existentes no Brasil, fundada em 15 de agosto de 1894, três anos antes da Academia Brasileira de Letras.

## História

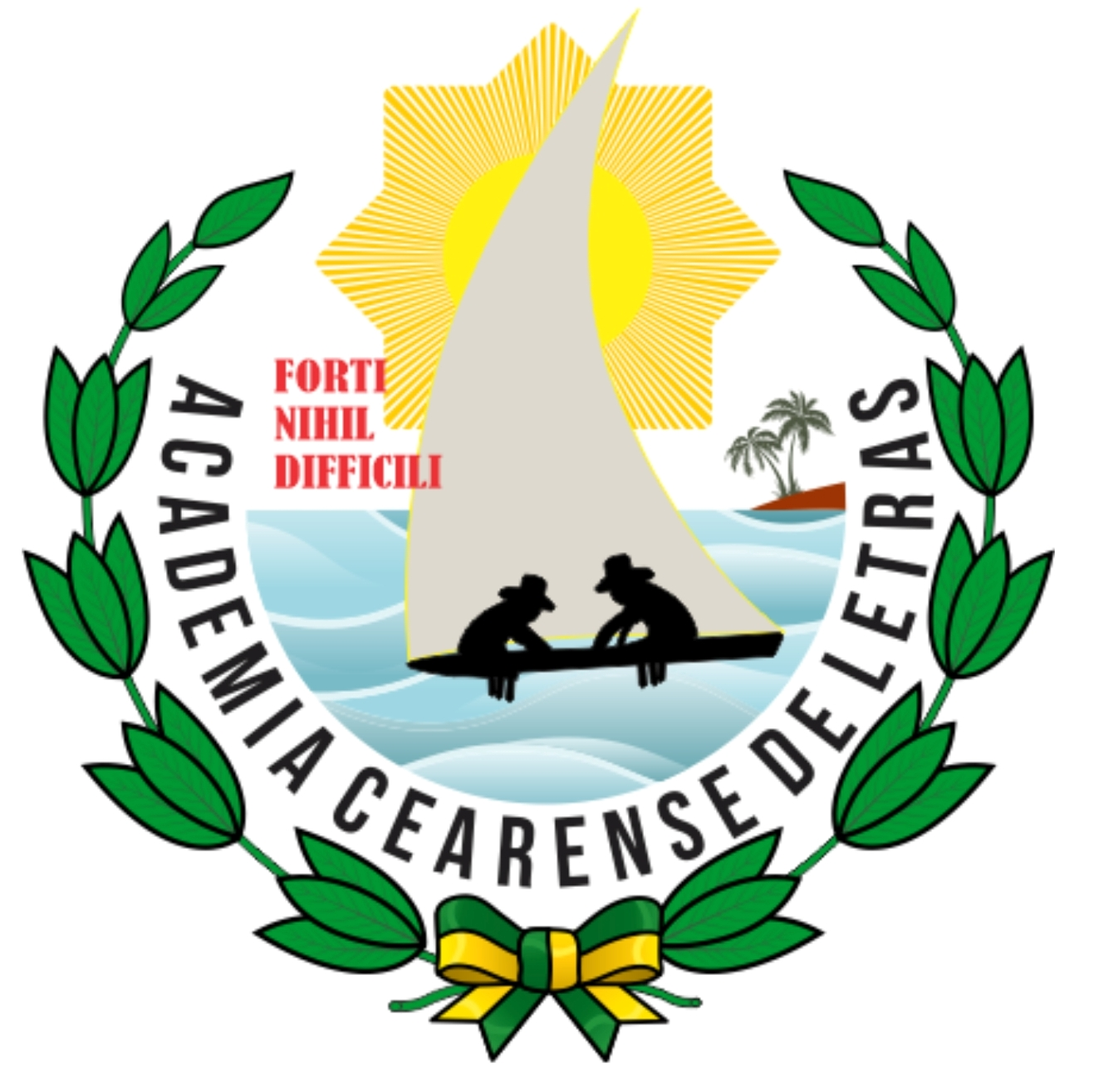
Emblema clássico que nasceu com a criação da entidade. O emblema consiste principalmente numa jangada ao mar com seus jangadeiros em trabalho; ao fundo, existe um resplendor em simbologia de sol nascente. Contornando o emblema tem dois ramos florido e frutificado em própria cor de fumo e algodão que havia no brasão do estado do Ceará. É um emblema bem representativo da heráldica do estado brasileiro do Ceará.

A história da ACL é dividida em três partes. A primeira tem início em 15 de agosto de 1894 quando foi fundada, e vai até 17 de julho de 1922, quando Justiniano de Serpa lhe promoveu a reconstituição. Esse primeiro período foi áureo para as letras cearenses, quando a inquietação de intelectuais já havia motivado a criação da Padaria espiritual, dois anos antes de sua fundação. O Ceará ocupava então importante papel dentro do movimento literário nacional, tendo se antecipado inclusive à criação da Academia Brasileira de Letras, fundada três anos depois da ACL, e à Semana de 22.
Foi fundada como Academia Cearense e a primeira revista foi publicada em 1896, com periodicidade anual até 1914. Seu primeiro presidente foi Tomás Pompeu de Sousa Brasil (II). Iniciou as atividades com 27 membros.
A segunda fase tem início em 1922, quando Justiniano de Serpa, diante da situação em que se encontrava a instituição com somente oito membros ainda residentes em Fortaleza, reorganiza-a sob a nova denominação de "Academia Cearense de Letras". Neste novo formato, foram ampliadas as vagas, passando então para as atuais 40 cadeiras. Foi deste mesmo período a denominação dos patronos. No ano seguinte ao de sua reformulação, a morte de Justiniano de Serpa em 1 de agosto de 1923 fez a instituição ficar na penumbra até 1930.
Em 21 de maio de 1930 foi instalada a reunião de reorganização da instituição, agora em definitivo até os nossos dias, na casa de Tomás Pompeu. Desde então sua revista passou a ser publicada ininterruptamente.
Um fato especial traz novos ares à Academia: sua instalação no Palácio da Luz, em 1989, quando, depois de funcionar de 1978 a 1986 no Palácio Senador Alencar, que fora sede da Assembleia Legislativa e hoje abriga o Museu do Ceará, e em salas do Edifício Progresso, a Academia conhece sua sede definitiva. Anteriormente, a instituição peregrinara por diferentes salões: “As sessões ordinárias realizaram-se, a princípio, no salão de honra da Fênix Caixeiral, depois, no do Clube Euterpe, no Instituto do Ceará [...], casa de residência de Walter Pompeu, Clube Iracema, Instituto Epitácio Pessoa, casa de residência de Dolor Barreira e Casa de Tomás Pompeu.” Essa edificação trata-se a antiga sede do Governo do Ceará, um importante prédio que faz parte do conjunto arquitetônico da Praça dos Leões em Fortaleza.

## Publicação
Desde 1896 edita e publica a Revista da Academia Cearense de Letras.

## Condecorações
Atualmente, a academia concede:
- Prêmio Osmundo Pontes (categorias: poesia e conto).
- Prêmio Antônio Martins Filho (para jovens poetas).
- Prêmio Fran Martins (para jovens escritores).
- Prêmio Edilson Brasil Soárez.
- Medalha Barão de Studart.
- Medalha Thomaz Pompeu.

## Centro de Cultura
A Academia Cearense de Letras está se transformando num grande centro de cultura e pesquisa, abrigando entidades que não possuem sede própria, tais como: Academia Fortalezense de Letras, Academia Cearense de Retórica, Academia Cearense da Língua Portuguesa, Associação Brasileira de Bibliófilos, Sociedade Amigos do Livro (com a “Biblioteca Olga Barroso”, que reúne importante acervo com cerca de 4.000 títulos, boa parte da coleção do Governador Parsifal Barroso), União Brasileira dos Trovadores (seção Ceará), Sociedade Cearense de Geografia e História, Associação de Jornalistas Escritores do Brasil (secção Ceará), Academia Feminina de Letras, Academia de Letras e Artes do Ceará, Academia Ipuense de Letras e o Programa Terça-Feira em Prosa e Verso.

## Patronos
| - 1 - Adolfo Caminha - 2 - Álvaro Martins - 3 - Antônio Augusto - 4 - Antônio Bezerra - 5 - Pápi Júnior - 6 - Antônio Pompeu - 7 - Clóvis Beviláqua - 8 - Domingos Olímpio - 9 - Fausto Barreto - 10 - Padre Mororó - 11 - Barão de Studart - 12 - Heráclito Graça - 13 - Jerônimo Tomé da Silva - 14 - João Brígido - 15 - Capistrano de Abreu - 16 - Franklin Távora - 17 - Joaquim Catunda - 18 - Moura Brasil - 19 - José Albano - 20 - Liberato Barroso | - 21 - José de Alencar - 22 - Justiniano de Serpa - 23 - Juvenal Galeno - 24 - Lívio Barreto - 25 - Oliveira Paiva - 26 - Soares Bezerra - 27 - Soriano Albuquerque - 28 - Mário da Silveira - 29 - Paulino Nogueira - 30 - Rocha Lima - 31 - Farias Brito - 32 - Cônego Ulisses Pennaforte - 33 - Rodolfo Teófilo - 34 - Samuel Uchôa - 35 - Tomás Pompeu de Sousa Brasil (II) - 36 - Tomás Pompeu de Sousa Brasil - 37 - Thomaz Pompeu Lopes Ferreira - 38 - Tibúrcio Rodrigues - 39 - Araripe Júnior - 40 - Visconde de Sabóia |

## Membros atuais
| - 1. Sânzio de Azevedo - 2. Batista de Lima - 3. Carlos Augusto Viana - 4. José Murilo Martins - 5. Eduardo Diatahy Bezerra de Menezes - 6. Virgílio Maia - 7. Marly Vasconcelos - 8. Grecianny Cordeiro - 9. - 10. Ednilo Gomes de Soárez - 11. Dimas Macedo - 12. José Augusto Bezerra - 13. Manfredo Ramos - 14. - 15. Francisco Sadoc de Araújo - 16. Beatriz Alcântara - 17. Pio Rodrigues - 18. Ângela Gutierrez - 19. Juarez Leitão - 20. Cid Sabóia de Carvalho | - 21. Regine Limaverde - 22. Cesar Asfor Rocha - 23. Luciano Maia - 24. Laéria Bezerra Fontenele - 25. Marcelo Gurgel - 26. Lúcio Alcântara - 27. César Barros Leal - 28. Giselda Medeiros - 29. Ubiratan Aguiar - 30. Linhares Filho - 31. Lourdinha Leite Barbosa - 32. Napoleão Nunes Maia Filho - 33. Noemi Elisa Aderaldo - 34. Francisco Flávio Leitão de Carvalho - 35. João Soares Neto - 36. Révia Maria Lima Herculano - 37. Teoberto Landim - 38. Pádua Lopes - 39. Mauro Benevides - 40. Durval Aires Filho |

## Presidentes
Lista:
| Nº  |  | NOME                                  | MANDATO     |
| --- |  | ------------------------------------- | ----------- |
| 1º  |  | Tomás Pompeu de Sousa Brasil (II)     | 1894 - 1929 |
| 2º  |  | Antonio Ferreira Sales                | 1930 - 1937 |
| 3º  |  | Thomaz Pompeu Sobrinho                | 1937 - 1951 |
| 4º  |  | Dolor Uchôa Barreira                  | 1952 - 1954 |
| 5º  |  | Mário Rômulo Linhares                 | 1955 - 1956 |
| 6º  |  | Raimundo Girão                        | 1957 - 1958 |
| 7º  |  | Manoel Antonio de Andrade Furtado     | 1959 - 1960 |
| 8º  |  | Raimundo Renato de Almeida Braga      | 1961 - 1962 |
| 9º  |  | Antônio Martins Filho                 | 1963 - 1964 |
| 10º |  | Manuel Eduardo Pinheiro Campos        | 1965 - 1974 |
| 11º |  | Cláudio Martins                       | 1975 - 1992 |
| 12º |  | Artur Eduardo Benevides               | 1993 - 2004 |
| 13º |  | José Murilo de Carvalho Martins       | 2005 - 2008 |
| 14º |  | Pedro Henrique Saraiva Leão           | 2009 - 2012 |
| 15º |  | José Augusto Bezerra                  | 2013 - 2016 |
| 16º |  | Ubiratan Diniz de Aguiar              | 2017 - 2018 |
| 17º |  | Angela Maria Rossas Mota de Gutiérrez | 2019 -      |